# Serpiente marina (mitología)
Serpiente marina es cualquier monstruo marino de aspecto largo y forma serpentina, es decir no necesariamente una serpiente. Existen casos ocasionales donde se reportan criaturas alargadas y serpentinas en el océano, en algunas ocasiones son avistamientos donde hay múltiples observadores.
Las llamadas "serpientes marinas" se han descrito desde la antigüedad. Se trata de una mezcla de varios seres mitológicos entre los que se halla el Ketos y el hipocampo. En el Leviatán bíblico se describe como una "serpiente torcida". En otros casos como en Sudamérica, se describe a Trentren Vilu y Caicai Vilu en la mitología mapuche. Normalmente, las serpientes marinas se describen como serpientes de mar (reptiles) o anguilas (peces).

## Historia

### Fenómeno nórdico
La primera noticia que se tiene de él la encontramos en 1555 en el Historia de Gentibus Septentrionalibus («Historia de las gentes septentrionales») de Olaus Magnus con el nombre de Soe Orm. Para el cartógrafo sueco la criatura tiene además un valor moralizante pues trae consigo algún cambios o amenazas para el país. Es una bestia anfibia cuyo cuerpo es escamoso, de unos 60 metros y 6 metros de diámetro que habita en las rocas de la costa de Bergen. Posee además una melena y ojos que brillan. Para Conrad von Gesner, considerado el padre de la zoología moderna, se trata de un animal netamente marino. El escritor John Josselyn vio una serpiente marina en una roca de Cape Ann (Massachusetts) en 1639, según reporta en el libro An Account of Two Voyages o New England de 1674.

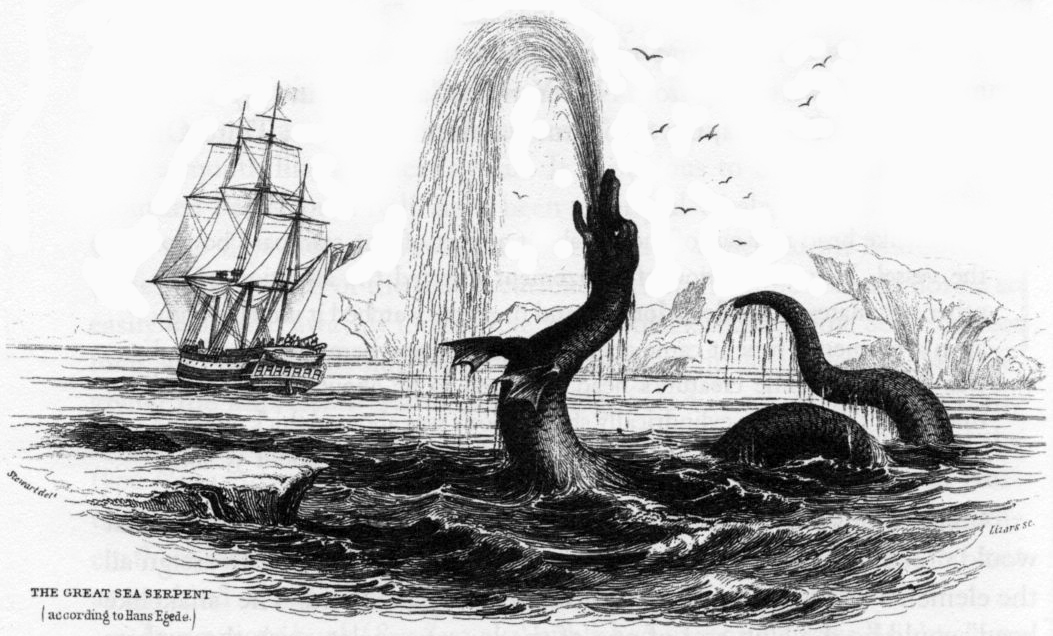
Gran serpiente de mar, según Hans Egede

Hans Egede, misionero luterano, registró en su diario que fue testigo de la gran serpiente de mar cuando viajaba hacia Groenlandia desde Noruega en 1734. Investigaciones posteriores sobre las traducciones del diario dicen que el que realmente la vio fue su hijo Poul y así describen el hecho:

[...] vimos un terrible monstruo marino [...] la cabeza era más alta que nuestro mástil principal. Tenía una larga nariz en punta, y echaba un chorro como una ballena. Tenía unas aletas grandes y anchas, y el cuerpo cubierto de escamas.[...] Tenía la forma de una serpiente.

En la versión de Hans Egede, la más popular, la criatura es tan grande como cuatro barcos y tan ancho como uno.
La población noruega siglo XVII creía que existían dos estadios previos a la mutación final en serpiente marítima: La serpiente terrestre y la de agua dulce. Erik Pontoppidan no da credibilidad a esta teoría. Con su Historia Natural de Noruega (Copenhagen, 1752–1753) la serpiente marina pasa a formar parte de la zoología al despojarla de elementos folkloristas y culturales. En la obra se narra el testimonio de un capitán de barco que avistó en las costas noruegas una serpiente marina cuya cabeza «parecía la de un caballo. Tenía grandes ojos negros y grandes crines blancas y largas. Además vimos siete u ocho pliegues. El capitán disparó a la criatura y al aproximarse al sitio donde se encontraba el agua estaba roja y espesa». Sin embargo, Pontoppidan no da credibilidad al relato de Olaus Magnus tachandolo de una mezcla de verdad y fábula juntos en el que se ve muchas supersticiones de la época.

### La Sociedad Linneana de Nueva Inglaterra

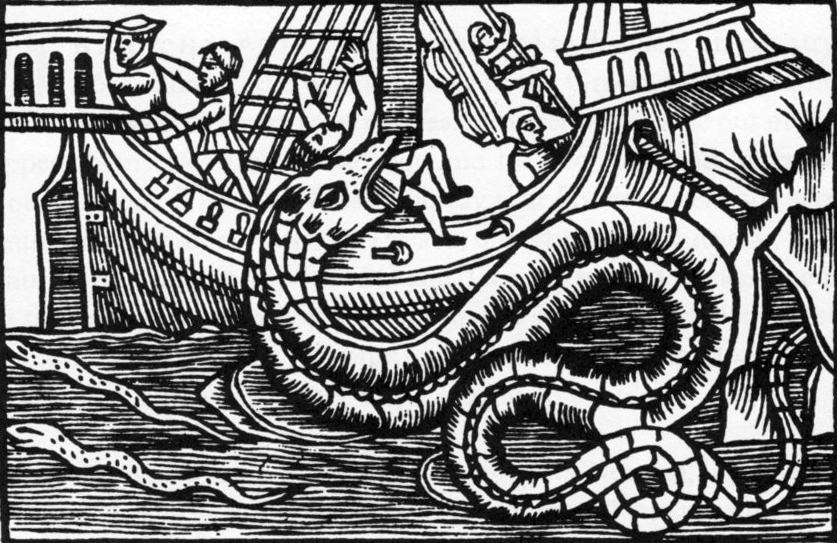
Una serpiente marina del libro Historia de Gentibus Septentrionalibus de Olaus Magnus (1555)

Durante el siglo XVII, se realizaron la mayor parte de avistamientos en el planeta en general y en la costa de Nueva Inglaterra en particular. Antes de 1640 sólo hay datado un encuentro con la serpiente marina. El siguiente siglo se contabilizan ocho avistamientos y tras la obra de Pontoppidan hasta final del siglo XVIII el número asciende a veintitrés.
El número de avistamientos subió tanto, a unos 230 en las costas de Massachusetts, que durante la reunión de la Sociedad Linneana de Nueva Inglaterra el 18 de agosto de 1817 se decidió hacer un comité para la investigarlos. En septiembre de ese año se encontró una serpiente en la playa de Gloucester que un niño mató de una pedrada y fue entregada a la Sociedad para que la estudiase.
Miembros de la Sociedad se dedicaron a entrevistar a los testigos bajo juramento. No tuvieron en cuenta las contradicciones de los entrevistados. Los testimonios fueron guiados por los investigadores para que se acomodasen a un patrón determinado y dieron como prueba las declaraciones juradas que carecían totalmente de carácter científico. El informe que contaba con testimonios de testigos desde 1780 y de las conclusiones del estudio del cadáver de la serpiente encontrada fue publicado en 1818. Pensando que se trataba de una forma juvenil de la serpiente marina, se le dio el nombre científico, de Scoliophis atlanticus. Los naturalistas Samuel Latham Mitchill y William Dandridge Peck contradijeron la versión de la Sociedad Linneana y la identificaron como una pantherophis obsoletus. Henri Marie Ducrotay de Blainville, zoólogo y anatomista, también negó que pudiese mover como habían dicho los testigos, de forma articulada con un movimiento ondulante vertical, pues la espina dorsal se lo impediría.
El naturalista Constantine Samuel Rafinesque, que propuso el nombre de Megophias monstrosus para la criatura; el químico Benjamin Silliman, el geólogo Robert Bakewell le dieron credibilidad al informe bajo la siguiente premisa: Si el testigo no gana nada mintiendo, entonces es que dice la verdad. Además Rafinesque reportó la existencia de serpientes también en lagos tras tener dos avistamientos en un lago paraguayo y en los Grandes Lagos.
En junio de 1818 en Cape Ann se avistó desde un navío una gran serpiente. Los tripulantes atestiguaron que levantó cola y cabeza a la par unos 6 metros. Hubo varios avistamientos más ese verano, pero solo existe un informe realizado por el capitán de la Marina mercante C.L. Sargent. Se ofrecía una recompensa por la captura de la criatura se intentó capturarla. Así el 16 de agosto, tras el avistamiento de un ejemplar, se inició una cacería. Al cabo de unos días se le dio caza, pero la serpiente logró liberarse del arpón.
Tras tres semanas de búsqueda infructuosa, el Boston Weekly Messenger dio por finalizada la cacería. En el semanario podía leerse: «las observaciones de esta temporada de la serpiente han sido menos consistentes y satisfactorias, y, sin duda, a menudo exageradas [...] Si el nombre serpiente marina ha sido dado este año a objetos diferentes al original, es un punto sobre el que las opiniones difieren».

### HMS Daedalus

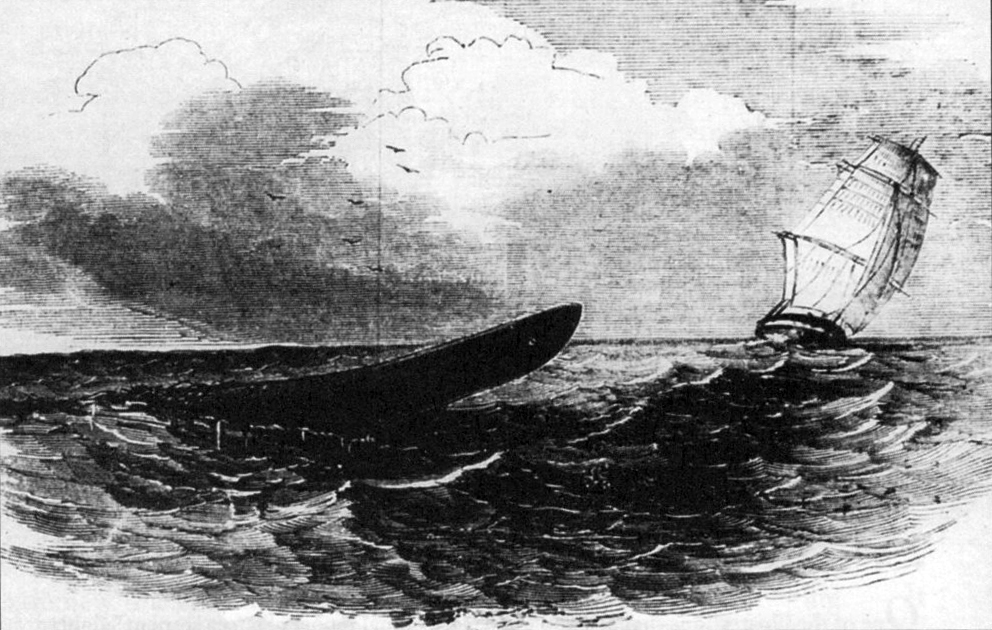
Representación de la Serpiente Marina, por un oficial a bordo, The Illustrated London News, 14 de abril de 1849

El avistamiento más documentado y probablemente más famoso de una serpiente marina el descrito por oficiales y tripulantes de la fragata HMS Daedalus el 6 de agosto de 1848, cuando estaban en ruta hacia Santa Helena en el Atlántico sur. Los marineros la describieron de unos 11 metros de largo, con una especie de melena y una dentadura desigual. El capitán McQuhae informó al The Times al arribar a Inglaterra. Tras hacerse eco de la noticia, el naturalista Richard Owen mandó una misiva al periódico en la que decía que existían más pruebas de la existencia de fantasmas que de la gran serpiente de mar. También Charles Darwin se interesó por el tema, pero de una forma muy escéptica.

### SigloXXyCaddy

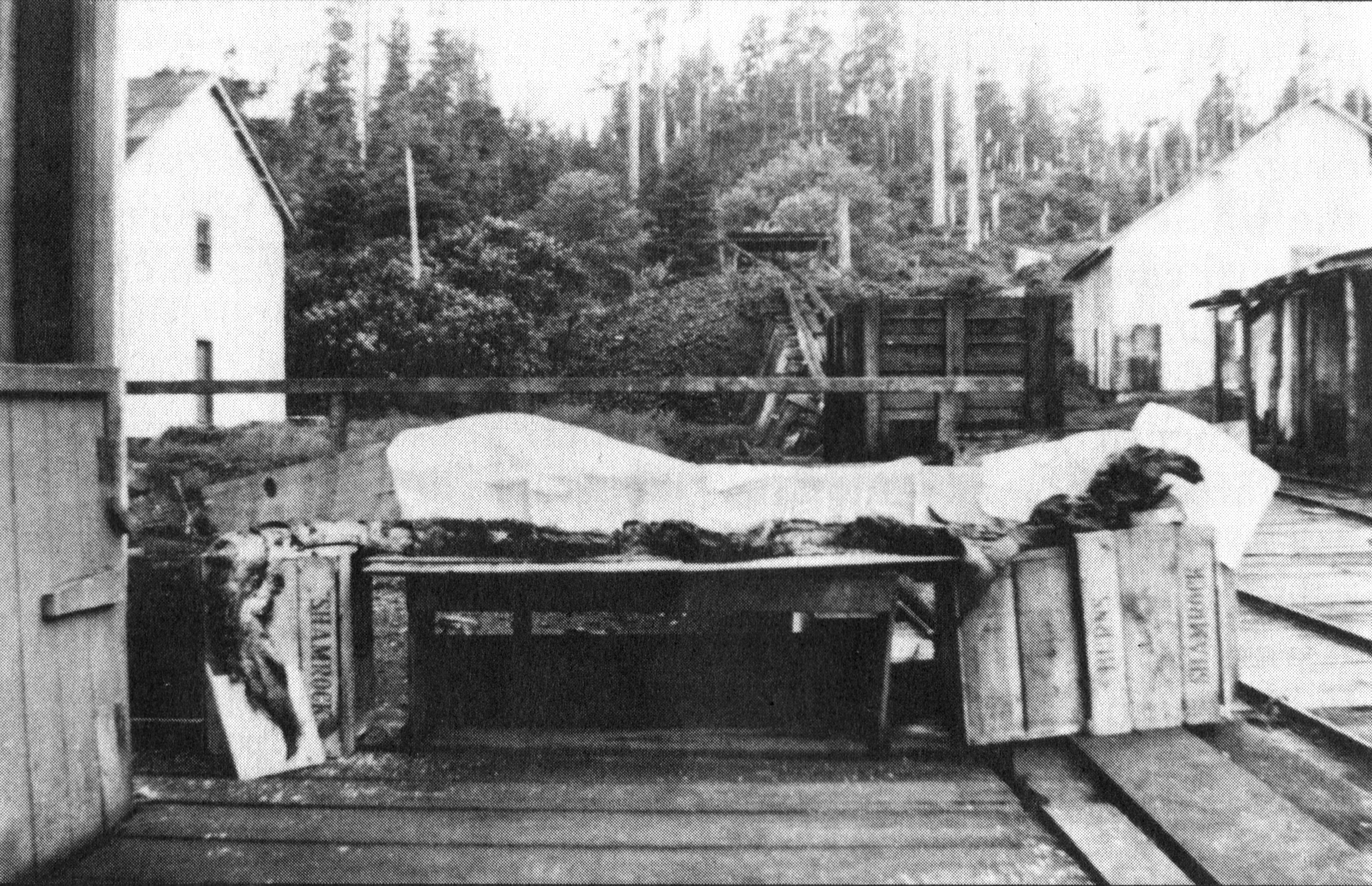
Supuesto cadáver del Cadborosaurus en Naden Harbour (Isla Graham (Canadá)

En 1905, los naturalistas Michael John Nicoll y Edmund Meade-Waldo que se encontraban en el buque Valhalla del RYS en misión científica frente a las costas brasileñas observaron una criatura con un cuello de unos dos metros sobre el agua y que en su cuerpo tenía una gran aleta dorsal. En el informe que escribieron dijeron que se trataba de la gran serpiente marina y que se asemejaba a lo relatado por la tripulación del HMS Daedalus.
Desde 1881 se reportaron varios avistamientos de serpientes marinas, pero en 1933 el Victoria Daily Times informó que dos personas avistaron lo que se asemejaba a una serpiente de mar en las costas de la bahía Cadboro (isla de Vancouver). De ahí derivará el nombre que el periódico le dio a la criatura (Cadborosaurus) y su apodo (Caddy).
Los testimonios de las dos personas, que lo vieron en lugares y momentos diferentes, describen a criaturas diferentes. Mientras que uno daba una descripción de la bestia más parecida a un diplodocus, el otro lo hacía de un hipocampo.
La prueba de la existencia de la gran serpiente marina podría ser una foto realizada en Naden Harbour (Isla Graham, Columbia Británica) en la que aparece el supuesto cadáver de esta criatura fue extraído del estómago de una ballena. Además existe un testimonio de un exballenero que dice que en 1967 capturó una cría de Cadborosaurus de poco más de cuarenta centímetros de largo y después de tenerla en un barril con agua, la devolvió al mar.

## En la literatura
- En Historia Animalium (1551) de Conrad Gesner es representada por primera vez con las típicas volutas verticales saliendo del agua.
- Pierre Belon la dibujará enroscada en su De aqualibus libri duo (1553).
- El geógrafo Gerardus Mercator también la dibujó enroscada en el Atlas que realizó en 1569.

## Confusiones
El mito de la serpiente marina ha podido ser originado por varios animales:
- El pez remo, con sus 11 metros de longitud, ha podido ser confundido numerosas veces con serpientes marinas.
- Cuando se encontraron los primeros fósiles de Basilosaurus, se creyó que pertenecían a un gigantesco reptil marino de 40 metros o más.
- También se ha podido confundir con anguilas u otros animales serpentiformes.
- Serpientes de mar verdaderas, como Hydrophis melanocephalus y otros reptiles del suborden Serpentes, que están adaptados a la vida acuática. Simplemente, se ha podido exagerar el tamaño de las verdaderas serpientes marinas...
- The Lancet dio la noticia de que hubo un avistamiento desde un buque en 1858. El capitán del barco logró izar a la criatura. Resultó ser una enorme cantidad de algas que a la que el continuo vaivén de las olas parecía dotar de vida. Las palabras del capitán fueron <<Si las circunstancias me hubieran impedido mandar un bote, habría creído que vi a la gran serpiente de mar>>.[16]

## Explicaciones
- La sociedad se rige por razones psicosociales. Un claro ejemplo podemos verlo en el descenso de avistamientos en las costas escandinavas durante el periodo de la Guerra Fría. Ulrich Magin explica el fenómeno diciendo que en esa época los testigos lo interpretaban como submarinos soviéticos.[17]
- Avances científicos o nuevos descubrimientos: La gente comenzó a ver monstruos con el cuello largo a partir de 1846, una década después del descubrimiento de los fósiles del plesiosaurio. Antes nadie había visto una criatura que tuviera el cuello de esa forma.[18]
- Tendencias culturales: El paleontólogo Darren W. Naish afirma que los informes sobre los avistamientos son más útiles para aprender las tendencias culturales de una sociedad que para aprender zoología. Salvo en los países nórdicos, Norteamérica y Gran Bretaña el avistamiento de la gran serpiente de mar es prácticamente nulo. Por ejemplo en España no se tuvo conocimiento de la criatura hasta 1812 y la noticia hacía referencia a un avistamiento en las islas Hébridas, al norte de Gran Bretaña. En 1903 encontramos el primer avistamiento y su parecido es a un reptil con cuatro pequeñas extremidades al igual que en el resto de ellos.[19]